# Александрія (аеропорт, Єгипет)
Міжнародний аеропорт Александрія (El Nouzha Airport (араб. مطار النزهة) (IATA: ALY, ICAO: HEAX) — цивільний аеропорт розташований в Александрії, Єгипет, за 7 км на південний схід від центру міста. Аеропорт був закритий на капітальну реконструкцію у 2011 році, і весь трафік було передано в аеропорт Борг-ель-Араб. Згодом уряд оголосив, що аеропорт більше не працюватиме.
Він обслуговує місцеві рейси по Єгипту та в інші арабські країни, а також рейси в Афіни. Другий аеропорт що обслуговує Александрію — Борг-ель-Араб.
Хоч уряд Єгипту мав плани щодо реконструкції аеропорту, на 2016 рік рейси не виконуються, реконструкції не є.

## Інформація на 2008
EgyptAir (і допоміжна EgyptAir Express) є найбільшою авіакомпанією в аеропорту, що обслуговує 50 щотижневих внутрішніх і регіональних рейсів літаками Airbus A320-200 і Embraer E-170.
У 2008 році аеропорт обслужив 1,162,987 пасажирів (+46,3 % проти 2007).
Найбільші літаки, що може приймати аеропорт: Airbus A320-200, Boeing 737—800 і McDonnell Douglas MD-90-30 .
Аеропорт буде закритий для комерційних операцій у грудні 2009 року і весь трафік передається аеропорту Borg El Arab

## Перевізники і напрямки на 2008 рік
- Air Arabia Шарджа
- Alexandria Airlines Дубаї, Джедда, Кувейт
- AlMasria Universal Airlines Кувейт
- Bahrain Air Бахрейн
- Buraq Air Бенгазі, Триполі
- EgyptAir Каїр, Даммам, Доха, Дубаї, Джедда, Кувейт, Медіна, Ер-Ріяд
- EgyptAir Express Бейрут, Бенгазі, Хургада, Луксор, Шарм-ель-Шейх, Триполі
- Gulf Air Бахрейн [сезонний]
- Jordan Aviation Амман, Акаба
- Kuwait Airways Кувейт
- Libyan Airlines Бенгазі, Триполі
- Olympic Air Афіни
- Qatar Airways Доха
- Royal Jordanian Амман
- Saudi Arabian Airlines Джидда, Медіна, Ер-Ріяд

## Ресурси Інтернету
Вікісховище має мультимедійні дані за темою: Александрія (аеропорт, Єгипет)
- https://web.archive.org/web/20160222182310/http://weather.noaa.gov/weather/current/HEAX.html
- http://aviation-safety.net/database/airport/airport.php?id=ALY [Архівовано 3 березня 2016 у Wayback Machine.]